# Håvard Mamelund
Håvard Mamelund (* 9. Februar 1982) ist ein ehemaliger norwegischer Handballspieler, der seit seinem Karriereende als Trainer tätig ist.

## Karriere
Mamelund begann das Handballspielen in Helset. Später schloss sich Mamelund Haslum HK an, wo er in der höchsten norwegischen Spielklasse spielte. Mit Haslum gewann er in der Saison 2004/05 den norwegischen Pokalwettbewerb, die Norgesmesterskap. Zu Beginn der Saison 2006/07 bestritt der Rechtshänder noch drei Ligaspiele für Haslum, bevor er im Jahr 2006 seine Karriere beendete. Wenige Jahre später gab er sein Comeback bei Haslum HK. Er bestritt nochmals zehn Ligaspiele in der Spielzeit 2008/09 und zwei Ligaspiele in der Spielzeit 2009/10.
Mamelund begann seine Trainertätigkeit im Jugendbereich von Stabæk Håndball. Mit der Juniorenmannschaft von Stabæk gewann er 2009 die Norgesmesterskap. Im selben Jahr übernahm er das Traineramt der Damenmannschaft von Stabæk, die in der höchsten norwegischen Spielklasse antraten. Unter seiner Leitung zog Stabæk 2011 und 2012 in das Finale der Norgesmesterskap ein, die jedoch in beiden Fällen der norwegische Rekordmeister Larvik HK gewann. Im Sommer 2014 wechselte Mamelund zu Haslum HK, wo er als Co-Trainer der Herrenmannschaft tätig war.
Håvard Mamelunds Geschwister Erlend und Linn Therese spielten ebenfalls Handball in der höchsten norwegischen Liga.